# Sakura Sakura
Sakura Sakura (giapponese: さくら さくら, significa [fiori di] ciliegio, [fiori di] ciliegio), conosciuta anche solo come Sakura, è una canzone popolare tradizionale giapponese.

## Storia
Venne composta durante il periodo Edo per i bambini e divenne popolare dopo il periodo Meiji; è una delle canzoni più popolari della tradizione giapponese e, nel contesto internazionale, è una delle canzoni più rappresentative del Giappone. Fu adottata nel 1888 dall'Accademia Musicale di Tokyo come un brano per principianti di koto, uno strumento musicale simile ad un'arpa ma messa in orizzontale, su un sostegno. La pubblicazione in lingua inglese in cui apparve si chiama "Collection of Japanese Koto Music". È scritta con una scala pentatonica giapponese basata sul modo minore naturale detta Kumoijoshi, che le conferisce un carattere tipicamente asiatico.

## Testo
| Hiragana e Kanji | Hiragana | Rōmaji | Traduzione |
| --- | --- | --- | --- |
| 桜 桜 野山も里も 見渡す限り 霞か雲か 朝日に匂う 桜 桜 花ざかり 桜 桜 弥生の空は 見渡す限り 霞か雲か 匂いぞ 出ずる いざや いざや 見に行かん | さくら さくら のやま も さと も みわたす かぎり かすみ か くも か あさひ に におう さくら さくら はな ざかり さくら さくら やよい の そら は みわたす かぎり かすみ か くも か におい ぞ いずる いざや いざや みに ゆかん | sakura sakura noyama mo sato mo mi-watasu kagiri kasumi ka kumo ka asahi ni niou sakura sakura hana zakari sakura sakura yayoi no sora wa mi-watasu kagiri kasumi ka kumo ka nioi zo izuru izaya izaya mini yukan | Fiori di ciliegio, fiori di ciliegio nelle montagne selvagge, nei villaggi, fin dove la vista si estende. Nebbia? Nuvole? Nel sole nascente, profumati. Fiori di ciliegio, fiori di ciliegio fiori in pieno boccio. Fiori di ciliegio, fiori di ciliegio lungo il cielo di primavera fin dove la vista si estende. Nebbia? Nuvole? Fragranti nell'aria Vieni, vieni! Andiamo a vederli! |

## Altri usi nella cultura di massa
- I Bon Jovi hanno ripreso uno stralcio di "Sakura Sakura" ponendolo all'inizio della canzone "Tokyo Road," contenuta nell'album 7800° Fahrenheit.
- Julian Lloyd Webber e il pianista francese Jason Kouchak hanno registrato Sakura nell'album Cello Moods di Lloyd nel 1998 e presentato dalla pattinatrice olimpica Yuka Sato nel 1999. Kouchak ha eseguito la sua interpretazione di Sakura per l'imperatore del Giappone Akihito al Victoria and Albert Museum di Londra nel 1998 e al Evento di beneficenza per il terremoto di Kobe nel 1995.
- Uno stralcio di questa canzone viene utilizzato in Mike Tyson's Punch-Out!! come tema musicale del personaggio Piston Honda.
- In Italia la canzone è stata incisa, in giapponese, da Giuni Russo.
- Il compositore Giapponese Yuquijiro Yocoh ha composto "Sakura" per chitarra classica sola, tema e variazioni sulla celebre melodia popolare giapponese (Sakura Theme and Variation on the Japanese folk song)
- Nel 2018, il Dj e producer Hardstyle olandese Headhunterz ha utilizzato il software Yamaha Vocaloid, specificatamente con la voce sintetica di Hatsune Miku nel brano "Path of the Hunter", basando l'intera melodia del brano sul tema principale di "Sakura"
- Il gruppo musicale giapponese Babymetal ha ripreso il tema principale della canzone per una strofa del singolo Megitsune, pubblicato nel 2013 e pubblicato nel 2014 nell'album "Babymetal". Il tema principale della canzone è talvolta ripreso per l'introduzione della versione live del brano